# L'Histoire merveilleuse de la pomme de terre
Pour plus de détails, voir Fiche technique et Distribution.
L'Histoire merveilleuse de la pomme de terre (titre original : Eventyret om den vidunderlige kartoffel) est un film d'animation danois réalisé par Anders Sørensen, sorti en 1985.
Parrainé par l'Institut danois du cinéma (Det Danske Filminstitut), il raconte l'histoire de la pomme de terre à travers les âges, en mettant l'accent sur son histoire européenne. Sa présentation de la pomme de terre, humoristique et agrémentée d'une pointe d'autodérision, donne une version détaillée, et moins grave, de l'histoire humaine vue à travers ce tubercule depuis le mythe de sa création par les Incas, jusqu'à son âge d'or dans la haute cuisine européenne du XVIIIe siècle.

## Synopsis

### Fiche technique
- Directeur et auteur : Anders Sørensen ;
- Musique originale : Anders Koppel ;
- Cinéma : Michaelsen Jette ;
- Design : Deleuran Claus ;
- Son : Svend Johansen ;
- Scénario : Mette Benthien.

### Distribution
- Narrateur : Løvring Kai

## Distribution et animation[2]

### Équipe d'animation
- Animateurs : Jannik Hastrup, Flemming Jensen, Liller Møller, Børge Ring, Per Tønnes Nielsen ;
- Coloristes : Mette Benthien, Vivi Bruus Jensen, Peter Kielland, Jette Michaelsen, Trine Vester, Jonas Wagner, Hanne Wernberg ;
- Couleur de fond : Nanna Ernst ;
- Intervallistes : Vivi Bruus Jensen, Jette Michaelsen.

## Valeur éducative

### Audience
« L'histoire merveilleuse de la pomme de terre », qui dure seulement 24 minutes, connait un grand succès dans les écoles européennes, et est apprécié par les enseignants. Ce film a été traduit (doublé) en anglais, allemand, néerlandais et français, et son utilisation est recommandée dans les classes du cycle primaire, et dans les premières années du cycle secondaire, pour sa polyvalence, touchant aux  questions relatives à l'histoire, à la société et à l'environnement, à la technologie alimentaire et à l'économie domestique ainsi qu'à la santé.

### Sujets
Parmi les thèmes abordés figurent
- l'histoire de la pomme de terre (Amérique du Sud et Europe) ;
- les dirigeants du monde impliqués dans l'histoire de la pomme de terre ;
- le climat social dans la période allant du XVIe au XVIIIe siècle ;
- les grands événements mondiaux à la même époque ;
- la valeur nutritionnelle, le stockage et la préparation des pommes de terre.